# Я бачу, вас цікавить пітьма
«Я бачу, вас цікавить пітьма» ― художній роман у жанрі психологічний трилер Ілларіона Павлюка, опублікований у «Видавництві Старого Лева» у 2020 році. Переклад на українську здійснила Вікторія Стах.
У книзі йдеться про кримінального психолога Андрія Гайстера, який вирушає в селище Буськів Сад розслідувати зникнення дівчинки. Прибувши до селища, він стикається з байдужістю жителів, які не переймаються ні пошуками дівчинки, ні загрозою з боку таємничого маніяка на прізвисько Звір, ні тим, що якісь сили перешкоджають усім спробам вибратися з Буськового Саду. «Я бачу, вас цікавить пітьма» — оповідь про людську байдужість і морок, що живе в душах.

## Сюжет
Київського кримінального психолога Андрія Гайстера, найманця французького іноземного легіону, учасника війни в Афганістані, відправляють консультантом у занедбане селище Буськів Сад. Зимової ночі там зникла маленька «дивна» дівчинка, проте ніхто не хоче розкривати справу, навіть місцевий дільничний Субота радше заплутує слідство, ніж допомагає йому.
Андрій вважає, що дівчинка жива і він мусить її врятувати, бо його вагітна дівчина нещодавно померла, а в недоношеної дочки малі шанси вижити. Проте потрапити в Буськів Сад не так вже й просто, а ще важче вибратися. Спершу він вирушає туди потягом, але ще мусить перетнути річку Туонь. Андрію допомагає загадковий чоловік у червоному плащі, на ім'я Харитон. Разом вони переправляються через річку і потрапляють в аварію: їм на лобове скло впала з вікна Галина — мама маленької зниклої Надійки. Усе, що вона сказала, було: «Я маю піти, щоб повернутися».
Потім Андрій оселяється в готелі «Сяйво [жовтня]» (друге слово знято) та відвідує кафе «Мінотавр». Опитування жителів мало що прояснює. Вони байдужі до зниклої дівчинки і навіть до того, що невловимий маніяк на прізвисько Звір убиває дівчат у селищі. Різних персонажів об'єднує те, що вони колись потрапили в Буськів Сад, але не можуть звідти вибратися, а після кожної спроби знову опиняються там само. Серед них медсестра Ксенія, лікар Євген Павлович, Галина, ревнивий Арсен та інші.
По ходу слідства Андрій розуміє, що всі свідчення ведуть до цукрового заводу — занедбаної будівлі, підземні катакомби якої наповнені метаном. Там водиться Звір — серійний маніяк, убивств якого тамтешні мешканці воліють не помічати. Андрій намагається переконати жителів селища, що вони в небезпеці, та серія випадковостей призводить до того, що з нього лише глузують.
Харитон пояснює, що Андрій уже покидав Буськовий Сад, але щоразу повертався, не пам'ятаючи цього. Одного разу його вбив Арсен; двічі намагався перетнути міст автобусом і помер; став жертвою Звіра в готелі й т.ін. Андрій підозрює, що потрапив до пекла. Він дізнається, що Галина опинилася там разом зі своєю ненародженою дитиною, за життя якої ще продовжують боротися лікарі. З дитиною вона зустрілася, прибувши нещодавно в Буськів Сад — це була Надійка. Андрій не впізнає в ній своєї коханої дівчини, натомість зближується з медсестрою Оксаною, яка вбила власну дитину, а в Буськовому Саду тут постійно зваблює чоловіків, щоб завагітніти.
Намірений попри все знайти Надійку, Андрій намагається з'ясувати, хто ж такий Звір. Його міркування проте виявляються хибними. Він розуміє, що Звір — це Євген Павлович, але він тільки втілення гріха гордині, а смертні гріхи ходять разом. Андрій опиняється на цукровому заводі з Суботою, Галиною та Оксаною. Оксана вбиває Звіра і в катакомбах вдається знайти Надійку. Коли Андрій виводить її назовні, іскра від вентилятора підпалює метан у підземеллях і завод вибухає. Андрій і Надійка перетинають міст. Згадавши умову Харитона, що при цьому в роті повинна бути монета, він дає цю монету дівчинці.
Андрій отямлюється від коми. Його дочка виживає і він бере її на виховання.

## Персонажі та світ
Загалом образи в книзі побудовані на відсилках до робіт Ієроніма Босха (зокрема до його триптиха «Сад земних насолод»), до концепції Пекла Данте Аліг'єрі, а також до «Аліси у Дивокраї» Льюїса Керрола.
Сюжети найбільш жахливих та емоційних моментів автор брав з особистого життя та життя своїх друзів, зокрема спогади про Війну в Афганістані. Майже всі персонажі книжки є або міфічними образами, або втіленнями семи смертних гріхів.
- Харитон — образ Харона, що переправляв людей через річку Стікс.[1]
- Андрій — зневіра, байдужість[3]
- Субота — ненажерливість.
- Арсен — гнів.
- Оксана — блуд.
- Захар — заздрість.
- Павло Борисович — жадібність.
- Звір — гординя.

## Інтерпретація кінцівки
У кінці ми дізнаємося, що поки Андрій був у Буськовому Саду, його фізичне тіло перебувало в комі після аварії, тому серед читачів виникли 2 досить популярні теорії кінцівки:
- всі події відбувалися з Андрієм у реальності;
- це все був сон, адже Андрій перебував у комі.

## Продажі
Продажі книги до травня 2024 року склали 100 тис. примірників, що стало рекордом для «Видавництва Старого Лева», поступившись тільки дитячій книзі «36 і 6 котів» Галини Вдовиченко.

## Нагороди
Книга увійшла до короткого списку премії «Книга року BBC — 2020», а у 2023 році очолила топ продажів Видавництва Старого Лева і стала найпродаванішою в Україні у 2023 році. Також вона стала найпопулярнішою електронною книгою на I квартал 2024 року.